# Liste der Staatsoberhäupter 309
Übersicht
◄◄ | ◄ | 305 | 306 | 307 | 308 | Liste der Staatsoberhäupter 309 | 310 | 311 | 312 | 313 | ► | ►►

Weitere Ereignisse

## Afrika
- Aksumitisches Reich
  - König: Aphilas (ca. 310)

## Amerika
- Maya
  - Tikal
    - König: Une’ B’alam (ca. 307–ca. 317)

## Asien
- Armenien
  - König: Trdat III. (293–330)

- China
  - Kaiser: Jin Huaidi (306–313)
  - Sechzehn Reiche:
    - Han-Zhao: Liu Yuan (304–310)
    - Cheng Han: Li Xiong (304–334)

- Iberien (Kartlien)
  - König: Mirian III. (284–361)

- Indien
  - Vakataka
    - König: Pravarasena I. (284–344)

- Japan (Legendäre Kaiser)
  - Kaiser: Ōjin (270–310)

- Korea
  - Baekje
    - König: Biryu (304–344)

  - Gaya
    - König: Geojilmi (291–346)

  - Goguryeo
    - König: Micheon (300–331)

  - Silla
    - König: Girim (298–310)

- Sassanidenreich
  - Schah (Großkönig): Hormizd II. (302–309)
  - Schah (Großkönig): Schapur II. (309–379)

## Europa
- Bosporanisches Reich
  - König: Thothorses (285/286–308/309)
  - König: Rhadamsadios (309/310–322/323)

- Römisches Reich
  - Kaiser der Tetrarchie: Maximinus Daia (305–313)
  - Kaiser der Tetrarchie: Konstantin der Große (306–337)
  - Kaiser der Tetrarchie: Galerius (293–311)
  - Kaiser der Tetrarchie: Licinius (308–324)
    - Konsul: Maxentius (309)
    - Konsul: Valerius Romulus (309)